# BWF World Tour Finals 2021
Das BWF World Tour Finals 2021 war das abschließende Turnier der BWF World Tour 2021 im Badminton. Es fand vom 1. bis zum 5. Dezember 2021 im Bali International Convention Center in Nusa Dua statt.

## Sieger und Platzierte
| Disziplin    | Gold                                           | Silber                                         | Bronze                         |
| ------------ | ---------------------------------------------- | ---------------------------------------------- | ------------------------------ |
| Herreneinzel | Viktor Axelsen                                 | Kunlavut Vitidsarn                             | Lee Zii Jia                    |
| Herreneinzel | Viktor Axelsen                                 | Kunlavut Vitidsarn                             | Lakshya Sen                    |
| Dameneinzel  | An Se-young                                    | P. V. Sindhu                                   | Pornpawee Chochuwong           |
| Dameneinzel  | An Se-young                                    | P. V. Sindhu                                   | Akane Yamaguchi                |
| Herrendoppel | Takuro Hoki Yugo Kobayashi                     | Markus Fernaldi Gideon Kevin Sanjaya Sukamuljo | Lee Yang Wang Chi-lin          |
| Herrendoppel | Takuro Hoki Yugo Kobayashi                     | Markus Fernaldi Gideon Kevin Sanjaya Sukamuljo | Ong Yew Sin Teo Ee Yi          |
| Damendoppel  | Kim So-young Kong Hee-yong                     | Nami Matsuyama Chiharu Shida                   | Greysia Polii Apriyani Rahayu  |
| Damendoppel  | Kim So-young Kong Hee-yong                     | Nami Matsuyama Chiharu Shida                   | Gabriela Stoeva Stefani Stoeva |
| Mixed        | Dechapol Puavaranukroh Sapsiree Taerattanachai | Yuta Watanabe Arisa Higashino                  | Chan Peng Soon Goh Liu Ying    |
| Mixed        | Dechapol Puavaranukroh Sapsiree Taerattanachai | Yuta Watanabe Arisa Higashino                  | Tang Chun Man Tse Ying Suet    |

## Herreneinzel

### Setzliste
1. Viktor Axelsen (Champion)
2. Lee Zii Jia (Halbfinale)
3. Srikanth Kidambi (Gruppenphase)
4. Rasmus Gemke (Gruppenphase)

### Gruppe  A
| Platz | Team             | Pld | W | L | MF | MA | MD | GF | GA | GD | PF | PA | PD  | Pts | Qualifikation |
| ----- | ---------------- | --- | - | - | -- | -- | -- | -- | -- | -- | -- | -- | --- | --- | ------------- |
| 1     | Viktor Axelsen   | 1   | 1 | 0 | 0  | 0  | 0  | 2  | 0  | +2 | 42 | 29 | +13 | 1   | Q             |
| 2     | Lakshya Sen      | 1   | 0 | 1 | 0  | 0  | 0  | 0  | 2  | −2 | 29 | 42 | −13 | 0   | Q             |
| 3     | Rasmus Gemke (Z) | 0   | 0 | 0 | 0  | 0  | 0  | 0  | 0  | 0  | 0  | 0  | 0   | 0   |               |
| 3     | Kento Momota (Z) | 0   | 0 | 0 | 0  | 0  | 0  | 0  | 0  | 0  | 0  | 0  | 0   | 0   |               |

| Datum       | Spieler 1      | Ergebnis | Spieler 2    | Set 1    | Set 2    | Set 3    |
| ----------- | -------------- | -------- | ------------ | -------- | -------- | -------- |
| 1. Dezember | Viktor Axelsen | 0–0      | Rasmus Gemke | 5–1r     |          |          |
| 1. Dezember | Lakshya Sen    | 0–0      | Kento Momota | 1–1r     |          |          |
| 2. Dezember | Viktor Axelsen | 2–0      | Lakshya Sen  | 21–15    | 21–14    |          |
| 2. Dezember | Rasmus Gemke   | N/P      | Kento Momota | abgesagt | abgesagt | abgesagt |
| 3. Dezember | Viktor Axelsen | N/P      | Kento Momota | abgesagt | abgesagt | abgesagt |
| 3. Dezember | Rasmus Gemke   | N/P      | Lakshya Sen  | abgesagt | abgesagt | abgesagt |

### Gruppe  B
| Platz | Team               | Pld | W | L | MF | MA | MD | GF | GA | GD | PF  | PA  | PD  | Pts | Qualifikation |
| ----- | ------------------ | --- | - | - | -- | -- | -- | -- | -- | -- | --- | --- | --- | --- | ------------- |
| 1     | Lee Zii Jia        | 3   | 3 | 0 | 0  | 0  | 0  | 6  | 0  | +6 | 126 | 96  | +30 | 3   | Q             |
| 2     | Kunlavut Vitidsarn | 3   | 2 | 1 | 0  | 0  | 0  | 4  | 3  | +1 | 135 | 106 | +29 | 2   | Q             |
| 3     | Srikanth Kidambi   | 3   | 1 | 2 | 0  | 0  | 0  | 2  | 4  | −2 | 100 | 114 | −14 | 1   |               |
| 4     | Toma Junior Popov  | 3   | 0 | 3 | 0  | 0  | 0  | 1  | 6  | −5 | 101 | 146 | −45 | 0   |               |

| Datum       | Spieler 1         | Ergebnis | Spieler 2          | Set 1 | Set 2 | Set 3 |
| ----------- | ----------------- | -------- | ------------------ | ----- | ----- | ----- |
| 1. Dezember | Srikanth Kidambi  | 2–0      | Toma Junior Popov  | 21–14 | 21–16 |       |
| 1. Dezember | Lee Zii Jia       | 2–0      | Kunlavut Vitidsarn | 21–15 | 21–16 |       |
| 2. Dezember | Lee Zii Jia       | 2–0      | Toma Junior Popov  | 21–13 | 21–19 |       |
| 2. Dezember | Srikanth Kidambi  | 0–2      | Kunlavut Vitidsarn | 18–21 | 7–21  |       |
| 3. Dezember | Lee Zii Jia       | 2–0      | Srikanth Kidambi   | 21–19 | 21–14 |       |
| 3. Dezember | Toma Junior Popov | 1–2      | Kunlavut Vitidsarn | 12–21 | 22–20 | 5–21  |

### Endrunde
|  | Halbfinale | Halbfinale         | Halbfinale | Halbfinale | Halbfinale |  |  | Finale | Finale             | Finale | Finale | Finale |
|  |            |                    |            |            |            |  |  |        |                    |        |        |        |
|  |            |                    |            |            |            |  |  |        |                    |        |        |        |
|  | 1          | Viktor Axelsen     | 21         | 21         |            |  |  |        |                    |        |        |        |
|  |            | Lakshya Sen        | 13         | 11         |            |  |  |        |                    |        |        |        |
|  |            |                    |            |            |            |  |  | 1      | Viktor Axelsen     | 21     | 21     |        |
|  |            |                    |            |            |            |  |  |        | Kunlavut Vitidsarn | 12     | 8      |        |
|  |            | Kunlavut Vitidsarn | 21         | 21         |            |  |  |        |                    |        |        |        |
|  | 2          | Lee Zii Jia        | 18         | 18         |            |  |  |        |                    |        |        |        |
|  |            |                    |            |            |            |  |  |        |                    |        |        |        |

## Dameneinzel

### Setzliste
1. Pornpawee Chochuwong (Halbfinale)
2. Akane Yamaguchi (Halbfinale)
3. P. V. Sindhu (Finale)
4. Busanan Ongbumrungpan (Gruppenphase)

### Gruppe  A
| Platz | Team                 | Pld | W | L | MF | MA | MD | GF | GA | GD | PF  | PA  | PD  | Pts | Qualifikation |
| ----- | -------------------- | --- | - | - | -- | -- | -- | -- | -- | -- | --- | --- | --- | --- | ------------- |
| 1     | Pornpawee Chochuwong | 3   | 3 | 0 | 0  | 0  | 0  | 6  | 1  | +5 | 148 | 124 | +24 | 3   | Q             |
| 2     | P. V. Sindhu         | 3   | 2 | 1 | 0  | 0  | 0  | 5  | 2  | +3 | 131 | 114 | +17 | 2   | Q             |
| 3     | Line Christophersen  | 3   | 1 | 2 | 0  | 0  | 0  | 2  | 4  | −2 | 113 | 112 | +1  | 1   |               |
| 4     | Yvonne Li            | 3   | 0 | 3 | 0  | 0  | 0  | 0  | 6  | −6 | 84  | 126 | −42 | 0   |               |

| Datum       | Spieler 1            | Ergebnis | Spieler 2           | Set 1 | Set 2 | Set 3 |
| ----------- | -------------------- | -------- | ------------------- | ----- | ----- | ----- |
| 1. Dezember | Pornpawee Chochuwong | 2–0      | Yvonne Li           | 21–18 | 21–18 |       |
| 1. Dezember | P. V. Sindhu         | 2–0      | Line Christophersen | 21–14 | 21–16 |       |
| 2. Dezember | Pornpawee Chochuwong | 2–0      | Line Christophersen | 22–20 | 23–21 |       |
| 2. Dezember | P. V. Sindhu         | 2–0      | Yvonne Li           | 21–10 | 21–13 |       |
| 3. Dezember | Line Christophersen  | 2–0      | Yvonne Li           | 21–11 | 21–14 |       |
| 3. Dezember | Pornpawee Chochuwong | 2–1      | P. V. Sindhu        | 21–12 | 19–21 | 21–14 |

### Gruppe  B
| Platz | Team                  | Pld | W | L | MF | MA | MD | GF | GA | GD | PF  | PA | PD  | Pts | Qualifikation |
| ----- | --------------------- | --- | - | - | -- | -- | -- | -- | -- | -- | --- | -- | --- | --- | ------------- |
| 1     | Akane Yamaguchi       | 2   | 2 | 0 | 0  | 0  | 0  | 4  | 1  | +3 | 102 | 87 | +15 | 2   | Q             |
| 2     | An Se-young           | 2   | 1 | 1 | 0  | 0  | 0  | 3  | 2  | +1 | 93  | 81 | +12 | 1   | Q             |
| 3     | Busanan Ongbumrungpan | 2   | 0 | 2 | 0  | 0  | 0  | 0  | 4  | −4 | 57  | 84 | −27 | 0   |               |
| 4     | Yeo Jia Min (Z)       | 0   | 0 | 0 | 0  | 0  | 0  | 0  | 0  | 0  | 0   | 0  | 0   | 0   |               |

| Datum       | Spieler 1             | Ergebnis       | Spieler 2             | Set 1    | Set 2    | Set 3    |
| ----------- | --------------------- | -------------- | --------------------- | -------- | -------- | -------- |
| 1. Dezember | Busanan Ongbumrungpan | 0–2            | An Se-young           | 16–21    | 5–21     |          |
| 1. Dezember | Akane Yamaguchi       | 2–0 (ungültig) | Yeo Jia Min           | 21–11    | 21–14    |          |
| 2. Dezember | Busanan Ongbumrungpan | 1–0 (ungültig) | Yeo Jia Min           | 21–7     | 15–9r    |          |
| 2. Dezember | Akane Yamaguchi       | 2–1            | An Se-young           | 21–14    | 18–21    | 21–16    |
| 3. Dezember | Akane Yamaguchi       | 2–0            | Busanan Ongbumrungpan | 21–18    | 21–18    |          |
| 3. Dezember | An Se-young           | N/P            | Yeo Jia Min           | abgesagt | abgesagt | abgesagt |

### Endrunde
|  | Halbfinale | Halbfinale           | Halbfinale | Halbfinale | Halbfinale |  |  | Finale | Finale       | Finale | Finale | Finale |
|  |            |                      |            |            |            |  |  |        |              |        |        |        |
|  |            |                      |            |            |            |  |  |        |              |        |        |        |
|  | 1          | Pornpawee Chochuwong | 23         | 17         |            |  |  |        |              |        |        |        |
|  |            | An Se-young          | 25         | 21         |            |  |  |        |              |        |        |        |
|  |            |                      |            |            |            |  |  |        | An Se-young  | 21     | 21     |        |
|  |            |                      |            |            |            |  |  | 3      | P. V. Sindhu | 16     | 12     |        |
|  | 3          | P. V. Sindhu         | 21         | 15         | 21         |  |  |        |              |        |        |        |
|  | 2          | Akane Yamaguchi      | 15         | 21         | 19         |  |  |        |              |        |        |        |
|  |            |                      |            |            |            |  |  |        |              |        |        |        |

## Herrendoppel

### Setzliste
1. Markus Fernaldi Gideon / Kevin Sanjaya Sukamuljo (Finale)
2. Takuro Hoki / Yugo Kobayashi (Champions)
3. Kim Astrup / Anders Skaarup Rasmussen (Gruppenphase)
4. Ong Yew Sin / Teo Ee Yi (Halbfinale)

### Gruppe  A
| Platz | Team                                           | Pld | W | L | MF | MA | MD | GF | GA | GD | PF  | PA  | PD  | Pts | Qualifikation |
| ----- | ---------------------------------------------- | --- | - | - | -- | -- | -- | -- | -- | -- | --- | --- | --- | --- | ------------- |
| 1     | Markus Fernaldi Gideon Kevin Sanjaya Sukamuljo | 2   | 2 | 0 | 0  | 0  | 0  | 4  | 1  | +3 | 104 | 85  | +19 | 2   | Q             |
| 2     | Lee Yang Wang Chi-lin                          | 2   | 1 | 1 | 0  | 0  | 0  | 2  | 2  | 0  | 82  | 69  | +13 | 1   | Q             |
| 3     | Kim Astrup Anders Skaarup Rasmussen            | 2   | 0 | 2 | 0  | 0  | 0  | 1  | 4  | −3 | 70  | 102 | −32 | 0   |               |
| 4     | Satwiksairaj Rankireddy Chirag Shetty (Z)      | 0   | 0 | 0 | 0  | 0  | 0  | 0  | 0  | 0  | 0   | 0   | 0   | 0   |               |

| Datum       | Paarung 1                                      | Ergebnis       | Paarung 2                             | Set 1    | Set 2    | Set 3    |
| ----------- | ---------------------------------------------- | -------------- | ------------------------------------- | -------- | -------- | -------- |
| 1. Dezember | Markus Fernaldi Gideon Kevin Sanjaya Sukamuljo | 2–0            | Lee Yang Wang Chi-lin                 | 23–21    | 21–19    |          |
| 1. Dezember | Kim Astrup Anders Skaarup Rasmussen            | 2–0 (ungültig) | Satwiksairaj Rankireddy Chirag Shetty | 21–16    | 21–5     |          |
| 2. Dezember | Markus Fernaldi Gideon Kevin Sanjaya Sukamuljo | N/P            | Satwiksairaj Rankireddy Chirag Shetty | walkover | walkover | walkover |
| 2. Dezember | Kim Astrup Anders Skaarup Rasmussen            | 0–2            | Lee Yang Wang Chi-lin                 | 13–21    | 12–21    |          |
| 3. Dezember | Markus Fernaldi Gideon Kevin Sanjaya Sukamuljo | 2–1            | Kim Astrup Anders Skaarup Rasmussen   | 21–15    | 18–21    | 21–9     |
| 3. Dezember | Satwiksairaj Rankireddy Chirag Shetty          | N/P            | Lee Yang Wang Chi-lin                 | walkover | walkover | walkover |

### Gruppe  B
| Platz | Team                                    | Pld | W | L | MF | MA | MD | GF | GA | GD | PF  | PA  | PD  | Pts | Qualifikation |
| ----- | --------------------------------------- | --- | - | - | -- | -- | -- | -- | -- | -- | --- | --- | --- | --- | ------------- |
| 1     | Takuro Hoki Yugo Kobayashi              | 3   | 3 | 0 | 0  | 0  | 0  | 6  | 0  | +6 | 138 | 107 | +31 | 3   | Q             |
| 2     | Ong Yew Sin Teo Ee Yi                   | 3   | 2 | 1 | 0  | 0  | 0  | 4  | 3  | +1 | 146 | 139 | +7  | 2   | Q             |
| 3     | Pramudya Kusumawardana Yeremia Rambitan | 3   | 1 | 2 | 0  | 0  | 0  | 3  | 4  | −1 | 125 | 127 | −2  | 1   |               |
| 4     | Christo Popov Toma Junior Popov         | 3   | 0 | 3 | 0  | 0  | 0  | 0  | 6  | −6 | 90  | 126 | −36 | 0   |               |

| Datum       | Paarung 1                       | Ergebnis | Paarung 2                               | Set 1 | Set 2 | Set 3 |
| ----------- | ------------------------------- | -------- | --------------------------------------- | ----- | ----- | ----- |
| 1. Dezember | Takuro Hoki Yugo Kobayashi      | 2–0      | Pramudya Kusumawardana Yeremia Rambitan | 21–14 | 21–19 |       |
| 1. Dezember | Ong Yew Sin Teo Ee Yi           | 2–0      | Christo Popov Toma Junior Popov         | 21–16 | 21–19 |       |
| 2. Dezember | Ong Yew Sin Teo Ee Yi           | 2–1      | Pramudya Kusumawardana Yeremia Rambitan | 12–21 | 21–11 | 21–18 |
| 2. Dezember | Takuro Hoki Yugo Kobayashi      | 2–0      | Christo Popov Toma Junior Popov         | 21–9  | 21–15 |       |
| 3. Dezember | Takuro Hoki Yugo Kobayashi      | 2–1      | Ong Yew Sin Teo Ee Yi                   | 21–19 | 12–21 | 21–10 |
| 3. Dezember | Christo Popov Toma Junior Popov | 0–2      | Pramudya Kusumawardana Yeremia Rambitan | 15–21 | 16–21 |       |

### Endrunde
|  | Halbfinale | Halbfinale                                     | Halbfinale | Halbfinale | Halbfinale |  |  | Finale | Finale                                         | Finale | Finale | Finale |
|  |            |                                                |            |            |            |  |  |        |                                                |        |        |        |
|  |            |                                                |            |            |            |  |  |        |                                                |        |        |        |
|  | 1          | Markus Fernaldi Gideon Kevin Sanjaya Sukamuljo | 18         | 23         | 21         |  |  |        |                                                |        |        |        |
|  |            | Lee Yang Wang Chi-lin                          | 21         | 21         | 17         |  |  |        |                                                |        |        |        |
|  |            |                                                |            |            |            |  |  | 1      | Markus Fernaldi Gideon Kevin Sanjaya Sukamuljo | 16     | 21     | 17     |
|  |            |                                                |            |            |            |  |  | 2      | Takuro Hoki Yugo Kobayashi                     | 21     | 13     | 21     |
|  | 4          | Ong Yew Sin Teo Ee Yi                          | 18         | 15         |            |  |  |        |                                                |        |        |        |
|  | 2          | Takuro Hoki Yugo Kobayashi                     | 21         | 21         |            |  |  |        |                                                |        |        |        |
|  |            |                                                |            |            |            |  |  |        |                                                |        |        |        |

## Damendoppel

### Setzliste
1. Jongkolphan Kititharakul / Rawinda Prajongjai (Gruppenphase)
2. Nami Matsuyama / Chiharu Shida (Finale)
3. Gabriela Stoeva / Stefani Stoeva (Halbfinale)
4. Kim So-young / Kong Hee-yong (Champions)

### Gruppe  A
| Platz | Team                                        | Pld | W | L | MF | MA | MD | GF | GA | GD | PF  | PA  | PD  | Pts | Qualifikation |
| ----- | ------------------------------------------- | --- | - | - | -- | -- | -- | -- | -- | -- | --- | --- | --- | --- | ------------- |
| 1     | Kim So-young Kong Hee-yong                  | 3   | 3 | 0 | 0  | 0  | 0  | 6  | 1  | +5 | 144 | 110 | +34 | 3   | Q             |
| 2     | Greysia Polii Apriyani Rahayu               | 3   | 2 | 1 | 0  | 0  | 0  | 4  | 2  | +2 | 117 | 98  | +19 | 2   | Q             |
| 3     | Pearly Tan Thinaah Muralitharan             | 3   | 1 | 2 | 0  | 0  | 0  | 2  | 4  | −2 | 101 | 119 | −18 | 1   |               |
| 4     | Jongkolphan Kititharakul Rawinda Prajongjai | 3   | 0 | 3 | 0  | 0  | 0  | 1  | 6  | −5 | 111 | 146 | −35 | 0   |               |

| Datum       | Paarung 1                                   | Ergebnis | Paarung 2                       | Set 1 | Set 2 | Set 3 |
| ----------- | ------------------------------------------- | -------- | ------------------------------- | ----- | ----- | ----- |
| 1. Dezember | Kim So-young Kong Hee-yong                  | 2–0      | Pearly Tan Thinaah Muralitharan | 21–14 | 21–14 |       |
| 1. Dezember | Jongkolphan Kititharakul Rawinda Prajongjai | 0–2      | Greysia Polii Apriyani Rahayu   | 15–21 | 12–21 |       |
| 2. Dezember | Kim So-young Kong Hee-yong                  | 2–0      | Greysia Polii Apriyani Rahayu   | 21–15 | 21–18 |       |
| 2. Dezember | Jongkolphan Kititharakul Rawinda Prajongjai | 0–2      | Pearly Tan Thinaah Muralitharan | 21–23 | 14–21 |       |
| 3. Dezember | Pearly Tan Thinaah Muralitharan             | 0–2      | Greysia Polii Apriyani Rahayu   | 18–21 | 11–21 |       |
| 3. Dezember | Jongkolphan Kititharakul Rawinda Prajongjai | 1–2      | Kim So-young Kong Hee-yong      | 21–18 | 20–22 | 8–21  |

### Gruppe  B
| Platz | Team                           | Pld | W | L | MF | MA | MD | GF | GA | GD | PF  | PA  | PD  | Pts | Qualifikation |
| ----- | ------------------------------ | --- | - | - | -- | -- | -- | -- | -- | -- | --- | --- | --- | --- | ------------- |
| 1     | Nami Matsuyama Chiharu Shida   | 3   | 3 | 0 | 0  | 0  | 0  | 6  | 0  | +6 | 127 | 91  | +36 | 3   | Q             |
| 2     | Gabriela Stoeva Stefani Stoeva | 3   | 2 | 1 | 0  | 0  | 0  | 4  | 2  | +2 | 110 | 104 | +6  | 2   | Q             |
| 3     | Ashwini Ponnappa Siki Reddy    | 3   | 1 | 2 | 0  | 0  | 0  | 2  | 5  | −3 | 122 | 139 | −17 | 1   |               |
| 4     | Chloe Birch Lauren Smith       | 3   | 0 | 3 | 0  | 0  | 0  | 1  | 6  | −5 | 111 | 136 | −25 | 0   |               |

| Datum       | Paarung 1                      | Ergebnis | Paarung 2                      | Set 1 | Set 2 | Set 3 |
| ----------- | ------------------------------ | -------- | ------------------------------ | ----- | ----- | ----- |
| 1. Dezember | Nami Matsuyama Chiharu Shida   | 2–0      | Ashwini Ponnappa Siki Reddy    | 21–14 | 21–18 |       |
| 1. Dezember | Gabriela Stoeva Stefani Stoeva | 2–0      | Chloe Birch Lauren Smith       | 21–12 | 21–11 |       |
| 2. Dezember | Nami Matsuyama Chiharu Shida   | 2–0      | Chloe Birch Lauren Smith       | 22–20 | 21–14 |       |
| 2. Dezember | Gabriela Stoeva Stefani Stoeva | 2–0      | Ashwini Ponnappa Siki Reddy    | 21–19 | 22–20 |       |
| 3. Dezember | Nami Matsuyama Chiharu Shida   | 2–0      | Gabriela Stoeva Stefani Stoeva | 21–9  | 21–16 |       |
| 3. Dezember | Chloe Birch Lauren Smith       | 1–2      | Ashwini Ponnappa Siki Reddy    | 19–21 | 21–9  | 14–21 |

### Endrunde
|  | Halbfinale | Halbfinale                     | Halbfinale | Halbfinale | Halbfinale |  |  | Finale | Finale                       | Finale | Finale | Finale |
|  |            |                                |            |            |            |  |  |        |                              |        |        |        |
|  |            |                                |            |            |            |  |  |        |                              |        |        |        |
|  | 4          | Kim So-young Kong Hee-yong     | w          | /          | o          |  |  |        |                              |        |        |        |
|  | 3          | Gabriela Stoeva Stefani Stoeva |            |            |            |  |  |        |                              |        |        |        |
|  |            |                                |            |            |            |  |  | 4      | Kim So-young Kong Hee-yong   | 21     | 21     |        |
|  |            |                                |            |            |            |  |  | 2      | Nami Matsuyama Chiharu Shida | 14     | 14     |        |
|  |            | Greysia Polii Apriyani Rahayu  | 14         | 21         | 21         |  |  |        |                              |        |        |        |
|  | 2          | Nami Matsuyama Chiharu Shida   | 21         | 13         | 23         |  |  |        |                              |        |        |        |
|  |            |                                |            |            |            |  |  |        |                              |        |        |        |

## Mixed

### Setzliste
1. Yuta Watanabe / Arisa Higashino (Finale)
2. Dechapol Puavaranukroh / Sapsiree Taerattanachai (Champions)
3. Mathias Christiansen / Alexandra Bøje (Gruppenphase)
4. Marcus Ellis / Lauren Smith (Gruppenphase)

### Gruppe  A
| Platz | Team                                | Pld | W | L | MF | MA | MD | GF | GA | GD | PF  | PA  | PD  | Pts | Qualifikation |
| ----- | ----------------------------------- | --- | - | - | -- | -- | -- | -- | -- | -- | --- | --- | --- | --- | ------------- |
| 1     | Yuta Watanabe Arisa Higashino       | 3   | 3 | 0 | 0  | 0  | 0  | 6  | 0  | +6 | 126 | 76  | +50 | 3   | Q             |
| 2     | Chan Peng Soon Goh Liu Ying         | 3   | 2 | 1 | 0  | 0  | 0  | 4  | 3  | +1 | 126 | 123 | +3  | 2   | Q             |
| 3     | Mathias Christiansen Alexandra Bøje | 3   | 1 | 2 | 0  | 0  | 0  | 3  | 4  | −1 | 123 | 135 | −12 | 1   |               |
| 4     | Tan Kian Meng Lai Pei Jing          | 3   | 0 | 3 | 0  | 0  | 0  | 0  | 6  | −6 | 85  | 126 | −41 | 0   |               |

| Datum       | Paarung 1                           | Ergebnis | Paarung 2                           | Set 1 | Set 2 | Set 3 |
| ----------- | ----------------------------------- | -------- | ----------------------------------- | ----- | ----- | ----- |
| 1. Dezember | Tan Kian Meng Lai Pei Jing          | 0–2      | Chan Peng Soon Goh Liu Ying         | 14–21 | 13–21 |       |
| 1. Dezember | Yuta Watanabe Arisa Higashino       | 2–0      | Mathias Christiansen Alexandra Bøje | 21–12 | 21–15 |       |
| 2. Dezember | Mathias Christiansen Alexandra Bøje | 1–2      | Chan Peng Soon Goh Liu Ying         | 17–21 | 21–19 | 16–21 |
| 2. Dezember | Yuta Watanabe Arisa Higashino       | 2–0      | Tan Kian Meng Lai Pei Jing          | 21–16 | 21–10 |       |
| 3. Dezember | Mathias Christiansen Alexandra Bøje | 2–0      | Tan Kian Meng Lai Pei Jing          | 21–15 | 21–17 |       |
| 3. Dezember | Yuta Watanabe Arisa Higashino       | 2–0      | Chan Peng Soon Goh Liu Ying         | 21–11 | 21–12 |       |

### Gruppe  B
| Platz | Team                                           | Pld | W | L | MF | MA | MD | GF | GA | GD | PF  | PA  | PD  | Pts | Qualifikation |
| ----- | ---------------------------------------------- | --- | - | - | -- | -- | -- | -- | -- | -- | --- | --- | --- | --- | ------------- |
| 1     | Dechapol Puavaranukroh Sapsiree Taerattanachai | 3   | 3 | 0 | 0  | 0  | 0  | 6  | 2  | +4 | 156 | 132 | +24 | 3   | Q             |
| 2     | Tang Chun Man Tse Ying Suet                    | 3   | 2 | 1 | 0  | 0  | 0  | 5  | 2  | +3 | 139 | 115 | +24 | 2   | Q             |
| 3     | Praveen Jordan Melati Daeva Oktavianti         | 3   | 1 | 2 | 0  | 0  | 0  | 3  | 4  | −1 | 114 | 123 | −9  | 1   |               |
| 4     | Marcus Ellis Lauren Smith                      | 3   | 0 | 3 | 0  | 0  | 0  | 0  | 6  | −6 | 87  | 126 | −39 | 0   |               |

| Datum       | Paarung 1                                      | Ergebnis | Paarung 2                              | Set 1 | Set 2 | Set 3 |
| ----------- | ---------------------------------------------- | -------- | -------------------------------------- | ----- | ----- | ----- |
| 1. Dezember | Marcus Ellis Lauren Smith                      | 0–2      | Tang Chun Man Tse Ying Suet            | 11–21 | 16–21 |       |
| 1. Dezember | Dechapol Puavaranukroh Sapsiree Taerattanachai | 2–1      | Praveen Jordan Melati Daeva Oktavianti | 21–14 | 10–21 | 21–11 |
| 2. Dezember | Marcus Ellis Lauren Smith                      | 0–2      | Praveen Jordan Melati Daeva Oktavianti | 16–21 | 13–21 |       |
| 2. Dezember | Dechapol Puavaranukroh Sapsiree Taerattanachai | 2–1      | Tang Chun Man Tse Ying Suet            | 21–14 | 20–22 | 21–19 |
| 3. Dezember | Tang Chun Man Tse Ying Suet                    | 2–0      | Praveen Jordan Melati Daeva Oktavianti | 21–11 | 21–15 |       |
| 3. Dezember | Dechapol Puavaranukroh Sapsiree Taerattanachai | 2–0      | Marcus Ellis Lauren Smith              | 21–18 | 21–13 |       |

### Endrunde
|  | Halbfinale | Halbfinale                                     | Halbfinale | Halbfinale | Halbfinale |  |  | Finale | Finale                                         | Finale | Finale | Finale |
|  |            |                                                |            |            |            |  |  |        |                                                |        |        |        |
|  |            |                                                |            |            |            |  |  |        |                                                |        |        |        |
|  | 1          | Yuta Watanabe Arisa Higashino                  | 19         | 21         | 21         |  |  |        |                                                |        |        |        |
|  |            | Tang Chun Man Tse Ying Suet                    | 21         | 9          | 19         |  |  |        |                                                |        |        |        |
|  |            |                                                |            |            |            |  |  | 1      | Yuta Watanabe Arisa Higashino                  | 19     | 11     |        |
|  |            |                                                |            |            |            |  |  | 2      | Dechapol Puavaranukroh Sapsiree Taerattanachai | 21     | 21     |        |
|  |            | Chan Peng Soon Goh Liu Ying                    | 8          | 18         |            |  |  |        |                                                |        |        |        |
|  | 2          | Dechapol Puavaranukroh Sapsiree Taerattanachai | 21         | 21         |            |  |  |        |                                                |        |        |        |
|  |            |                                                |            |            |            |  |  |        |                                                |        |        |        |